# إيتيان ألان دجيسيكادي
إيتيان ألان دجيسيكادي (بالفرنسية: Étienne Alain Djissikadié)‏ (مواليد 5 يناير 1977) لاعب كرة قدم غابوني دولي يجيد اللعب في خط الوسط . يلعب حاليا لصالح نادي تي. بي. مازيمبي الكونغولي الديمقراطي من سنة 2008 .

## روابط خارجية
- إيتيان ألان دجيسيكادي على موقع الاتحاد الدولي (مؤرشف)  (الإنجليزية)
- إيتيان ألان دجيسيكادي على موقع قاعدة بيانات كرة القدم.إي يو (الإنجليزية)
- إيتيان ألان دجيسيكادي على موقع ناشيونال فوتبول تيمز (الإنجليزية)